# Grande scudiero del re
Il grande scudiero del re era, nel regno d'Italia, il gentiluomo della Real Casa incaricato di sovrintendere alle scuderie reali, alle stalle, ai cavalli e alle carrozze in uso al re e alla corte. Di concerto col gran cacciatore del re, provvedeva il necessario per gli spostamenti durante i viaggi del re e della corte, nonché per le battute di caccia e pesca.

## Cronotassi
| N°                                                                               | Gran Scudiere del Re                                                             | Gran Scudiere del Re                                                                                      | Mandato                                                                          | Mandato                                                                          | Sovrano                                                 |
| N°                                                                               | Gran Scudiere del Re                                                             | Gran Scudiere del Re                                                                                      | Inizio                                                                           | Fine                                                                             | Sovrano                                                 |
| -------------------------------------------------------------------------------- | -------------------------------------------------------------------------------- | --- | -------------------------------------------------------------------------------- | -------------------------------------------------------------------------------- | ------------------------------------------------------- |
| Carica abolita (1849-69), sostituita con Ispettore Generale delle Regie Scuderie | Carica abolita (1849-69), sostituita con Ispettore Generale delle Regie Scuderie | Carica abolita (1849-69), sostituita con Ispettore Generale delle Regie Scuderie                          | Carica abolita (1849-69), sostituita con Ispettore Generale delle Regie Scuderie | Carica abolita (1849-69), sostituita con Ispettore Generale delle Regie Scuderie | Vittorio Emanuele II (1849-1878)                        |
| 1                                                                                |                                                                                  | Stanislao Cordero di Pamparato (1797-1863)                                                                | 1849                                                                             | 1850                                                                             | Vittorio Emanuele II (1849-1878)                        |
| 2                                                                                | ?                                                                                | Alessandro Canera di Salasco (-)                                                                          | 1850                                                                             | 1853                                                                             | Vittorio Emanuele II (1849-1878)                        |
| 3                                                                                | ?                                                                                | Alessandro Negri di Sanfront (1804-1884)                                                                  | 1853                                                                             | 1854                                                                             | Vittorio Emanuele II (1849-1878)                        |
| 4                                                                                | ?                                                                                | Enrico Vittorio Martini di Cigala (-)                                                                     | 1854                                                                             | 1862                                                                             | Vittorio Emanuele II (1849-1878)                        |
| 5                                                                                | ?                                                                                | Federico Frichignono di Castellengo (-) Ispettore generale (1862-1867) Primo Scudiere di S.M. (1867-1869) | 1862                                                                             | 1881                                                                             | Vittorio Emanuele II (1849-1878) Umberto I (1878-1900)  |
| 6                                                                                |                                                                                  | Giovanni Visone (1814-1893) Ne fa le veci                                                                 | 1881                                                                             | 1890                                                                             | Umberto I (1878-1900)                                   |
| 7                                                                                | ?                                                                                | Pierfrancesco Corsini (1837-1916)                                                                         | 1890                                                                             | 1906                                                                             | Umberto I (1878-1900) Vittorio Emanuele III (1900-1946) |
| Nomen Nescio                                                                     | Nomen Nescio                                                                     | Nomen Nescio                                                                                              | Nomen Nescio                                                                     | Nomen Nescio                                                                     | Vittorio Emanuele III (1900-1946)                       |
| 8                                                                                | ?                                                                                | Carlo Calabrini Caldani (1869-1918) Facente funzioni (1906-1910) già Scudiere del Re                      | 1910                                                                             | 1918                                                                             | Vittorio Emanuele III (1900-1946)                       |
| ?                                                                                | ?                                                                                | Alberto Solaro dal Borgo di San Dalmazzo (?-?)                                                            | 1918                                                                             | 1941                                                                             | Vittorio Emanuele III (1900-1946)                       |
| ?                                                                                | ?                                                                                | Paolo Tacoli (?-?)                                                                                        | 1941                                                                             | 1943                                                                             | Vittorio Emanuele III (1900-1946)                       |